# 派尔莱尔德
派尔莱尔德，是匈牙利巴兰尼亚州所辖的一个村。总面积20.93平方公里，总人口2171，人口密度103.7人/平方公里（2011年1月1日）。